# Léninskoyé
Ne doit pas être confondu avec Léninskoïé.
Léninskoyé ou Lenin est un village du Kirghizistan situé dans le district d'Alamüdün de la province de Tchouï. Sa population était de 10 493 personnes d'après le recensement de 2009